# Grand Prix automobile de Sonoma 1999
Navigation
Édition suivante
Le Grand Prix de Sonoma 1999, disputé sur le 25 juillet 1999 sur le circuit de Sonoma est la quatrième manche de l'American Le Mans Series 1999. Il est remporté par la BMW V12 LMR no 42, pilotée par JJ Lehto et Steve Soper.

## Course

### Classement de la course
Classement final de la course (vainqueurs de catégorie en gras), :
| Pos.   | Catégorie | N° | Écurie                                 | Pilotes                                    | Châssis                    | Pneus | Tours/Abandon |
| Pos.   | Catégorie | N° | Écurie                                 | Pilotes                                    | Moteur                     | Pneus | Tours/Abandon |
| ------ | --------- | -- | -------------------------------------- | ------------------------------------------ | -------------------------- | ----- | ------------- |
| 1      | LMP       | 42 | BMW Motorsport Schnitzer Motorsport    | JJ Lehto Steve Soper                       | BMW V12 LMR                | M     | 97            |
| 1      | LMP       | 42 | BMW Motorsport Schnitzer Motorsport    | JJ Lehto Steve Soper                       | BMW S70 6.0 L V12          | M     | 97            |
| 2      | LMP       | 1  | Panoz Motor Sports                     | David Brabham Éric Bernard                 | Panoz LMP-1 Roadster-S     | M     | 97            |
| 2      | LMP       | 1  | Panoz Motor Sports                     | David Brabham Éric Bernard                 | Ford (Élan-Yates) 6.0 L V8 | M     | 97            |
| 3      | LMP       | 2  | Panoz Motor Sports                     | Johnny O'Connell Jan Magnussen             | Panoz LMP-1 Roadster-S     | M     | 96            |
| 3      | LMP       | 2  | Panoz Motor Sports                     | Johnny O'Connell Jan Magnussen             | Ford (Élan-Yates) 6.0 L V8 | M     | 96            |
| 4      | LMP       | 20 | Dyson Racing                           | Butch Leitzinger Elliott Forbes-Robinson   | Riley & Scott Mk III       | G     | 96            |
| 4      | LMP       | 20 | Dyson Racing                           | Butch Leitzinger Elliott Forbes-Robinson   | Ford 5.0 L V8              | G     | 96            |
| 5      | LMP       | 43 | BMW Motorsport Schnitzer Motorsport    | Joachim Winkelhock Bill Auberlen           | BMW V12 LMR                | M     | 96            |
| 5      | LMP       | 43 | BMW Motorsport Schnitzer Motorsport    | Joachim Winkelhock Bill Auberlen           | BMW S70 6.0 L V12          | M     | 96            |
| 6      | LMP       | 0  | Team Rafanelli SRL                     | Érik Comas Mimmo Schiattarella             | Riley & Scott Mk III       | Y     | 96            |
| 6      | LMP       | 0  | Team Rafanelli SRL                     | Érik Comas Mimmo Schiattarella             | Judd GV4 4.0 L V10         | Y     | 96            |
| 7      | LMP       | 27 | Price & Bscher                         | Thomas Bscher Pedro Lamy                   | BMW V12 LM                 | Y     | 95            |
| 7      | LMP       | 27 | Price & Bscher                         | Thomas Bscher Pedro Lamy                   | BMW S70 6.0 L V12          | Y     | 95            |
| 8      | LMP       | 36 | Doran Lista Racing Jim Matthews Racing | Stefan Johansson Jim Matthews              | Ferrari 333 SP             | M     | 94            |
| 8      | LMP       | 36 | Doran Lista Racing Jim Matthews Racing | Stefan Johansson Jim Matthews              | Ferrari F310E 4.0 L V12    | M     | 94            |
| 9      | LMP       | 27 | Doran Lista Racing                     | Didier Theys Fredy Lienhard                | Ferrari 333 SP             | M     | 94            |
| 9      | LMP       | 27 | Doran Lista Racing                     | Didier Theys Fredy Lienhard                | Ferrari F310E 4.0 L V12    | M     | 94            |
| 10     | LMP       | 11 | Doyle-Risi Racing                      | Max Angelelli Didier de Radiguès           | Ferrari 333 SP             | P     | 94            |
| 10     | LMP       | 11 | Doyle-Risi Racing                      | Max Angelelli Didier de Radiguès           | Ferrari F310E 4.0 L V12    | P     | 94            |
| 11     | LMP       | 74 | Robinson Racing                        | George Robinson Jack Baldwin               | Riley & Scott Mk III       | ?     | 93            |
| 11     | LMP       | 74 | Robinson Racing                        | George Robinson Jack Baldwin               | Chevrolet 6.0 L V8         | ?     | 93            |
| 12     | LMP       | 38 | Champion Racing                        | Allan McNish Andy Pilgrim                  | Porsche 911 GT1 Evo        | M     | 93            |
| 12     | LMP       | 38 | Champion Racing                        | Allan McNish Andy Pilgrim                  | Porsche 3.2 L Turbo Flat-6 | M     | 93            |
| 13     | LMP       | 16 | Dyson Racing                           | Rob Dyson James Weaver                     | Riley & Scott Mk III       | G     | 93            |
| 13     | LMP       | 16 | Dyson Racing                           | Rob Dyson James Weaver                     | Ford 5.0 L V8              | G     | 93            |
| 14     | LMP       | 18 | Dollahite Racing                       | Bill Dollahite Mike Davies                 | Ferrari 333 SP             | P     | 92            |
| 14     | LMP       | 18 | Dollahite Racing                       | Bill Dollahite Mike Davies                 | Ferrari F310E 4.0 L V12    | P     | 92            |
| 15     | LMP       | 15 | Hybrid R&D                             | Chris Bingham Ross Bentley                 | Riley & Scott Mk III       | Y     | 92            |
| 15     | LMP       | 15 | Hybrid R&D                             | Chris Bingham Ross Bentley                 | Ford 5.0 L V8              | Y     | 92            |
| 16     | LMP       | 8  | Transatlantic Racing                   | Scott Schubot Rick Sutherland              | Riley & Scott Mk III       | G     | 90            |
| 16     | LMP       | 8  | Transatlantic Racing                   | Scott Schubot Rick Sutherland              | Ford 5.0 L V8              | G     | 90            |
| 17     | GTS       | 91 | Dodge Viper Team Oreca                 | Olivier Beretta David Donohue              | Dodge Viper GTS-R          | M     | 90            |
| 17     | GTS       | 91 | Dodge Viper Team Oreca                 | Olivier Beretta David Donohue              | Dodge 8.0 L V10            | M     | 90            |
| 18     | GTS       | 3  | Corvette Racing                        | Chris Kneifel Ron Fellows                  | Chevrolet Corvette C5-R    | G     | 89            |
| 18     | GTS       | 3  | Corvette Racing                        | Chris Kneifel Ron Fellows                  | Chevrolet 6.0 L V8         | G     | 89            |
| 19     | GTS       | 92 | Dodge Viper Team Oreca                 | Karl Wendlinger Tommy Archer               | Dodge Viper GTS-R          | M     | 89            |
| 19     | GTS       | 92 | Dodge Viper Team Oreca                 | Karl Wendlinger Tommy Archer               | Dodge 8.0 L V10            | M     | 89            |
| 20     | GTS       | 55 | Saleen/Allen Speedlab                  | Terry Borcheller Ron Johnson               | Saleen Mustang SR          | P     | 88            |
| 20     | GTS       | 55 | Saleen/Allen Speedlab                  | Terry Borcheller Ron Johnson               | Ford 8.0 L V8              | P     | 88            |
| 21     | GTS       | 56 | Martin Snow Racing                     | Martin Snow Kelly Collins                  | Porsche 911 GT2            | M     | 88            |
| 21     | GTS       | 56 | Martin Snow Racing                     | Martin Snow Kelly Collins                  | Porsche 3.6 L Turbo Flat-6 | M     | 88            |
| 22     | GT        | 9  | Prototype Technology Group             | Boris Said Hans-Joachim Stuck              | BMW M3                     | Y     | 88            |
| 22     | GT        | 9  | Prototype Technology Group             | Boris Said Hans-Joachim Stuck              | BMW 3.2 L I6               | Y     | 88            |
| 23     | GT        | 23 | Manthey Racing Alex Job Racing         | Dirk Müller Cort Wagner                    | Porsche 911 GT3-R          | M     | 88            |
| 23     | GT        | 23 | Manthey Racing Alex Job Racing         | Dirk Müller Cort Wagner                    | Porsche 3.6 L Flat-6       | M     | 88            |
| 24     | GTS       | 48 | Freisinger Motorsport                  | Wolfgang Kaufmann Michel Ligonnet          | Porsche 911 GT2            | D     | 87            |
| 24     | GTS       | 48 | Freisinger Motorsport                  | Wolfgang Kaufmann Michel Ligonnet          | Porsche 3.6 L Turbo Flat-6 | D     | 87            |
| 25     | GTS       | 61 | Konrad Motorsport                      | Franz Konrad Bob Wollek                    | Porsche 911 GT2            | D     | 87            |
| 25     | GTS       | 61 | Konrad Motorsport                      | Franz Konrad Bob Wollek                    | Porsche 3.6 L Turbo Flat-6 | D     | 87            |
| 26     | GT        | 10 | Prototype Technology Group             | Darren Law Johannes van Overbeek           | BMW M3                     | Y     | 87            |
| 26     | GT        | 10 | Prototype Technology Group             | Darren Law Johannes van Overbeek           | BMW 3.2 L I6               | Y     | 87            |
| 27     | GT        | 22 | Alex Job Racing                        | Mike Fitzgerald Darryl Havens              | Porsche 911 Carrera RSR    | Y     | 86            |
| 27     | GT        | 22 | Alex Job Racing                        | Mike Fitzgerald Darryl Havens              | Porsche 3.8 L Flat-6       | Y     | 86            |
| 28     | GT        | 24 | Alex Job Racing                        | Randy Pobst Jim Kelly                      | Porsche 911 Carrera RSR    | Y     | 86            |
| 28     | GT        | 24 | Alex Job Racing                        | Randy Pobst Jim Kelly                      | Porsche 3.8 L Flat-6       | Y     | 86            |
| 29     | GT        | 02 | Reiser Callas Rennsport                | Doc Bundy David Murry                      | Porsche 911 Carrera RSR    | P     | 86            |
| 29     | GT        | 02 | Reiser Callas Rennsport                | Doc Bundy David Murry                      | Porsche 3.8 L Flat-6       | P     | 86            |
| 30     | GT        | 68 | The Racer's Group                      | Kevin Buckler Vic Rice                     | Porsche 911 Carrera RSR    | G     | 85            |
| 30     | GT        | 68 | The Racer's Group                      | Kevin Buckler Vic Rice                     | Porsche 3.8 L Flat-6       | G     | 85            |
| 31     | GT        | 03 | Reiser Callas Rennsport                | Grady Willingham Joel Reiser Craig Stanton | Porsche 911 Carrera RSR    | P     | 85            |
| 31     | GT        | 03 | Reiser Callas Rennsport                | Grady Willingham Joel Reiser Craig Stanton | Porsche 3.8 L Flat-6       | P     | 85            |
| 32     | GT        | 25 | RWS Motorsport                         | Hans-Jörg Hofer Luca Riccitelli            | Porsche 911 GT3 R (996)    | M     | 84            |
| 32     | GT        | 25 | RWS Motorsport                         | Hans-Jörg Hofer Luca Riccitelli            | Porsche 3.6 L Flat-6       | M     | 84            |
| 33     | GTS       | 83 | Chiefie Motorsports                    | Stefano Buttiero Zak Brown                 | Porsche 911 GT2            | ?     | 83            |
| 33     | GTS       | 83 | Chiefie Motorsports                    | Stefano Buttiero Zak Brown                 | Porsche 3.6 L Turbo Flat-6 | ?     | 83            |
| 34     | GT        | 67 | The Racer's Group                      | Michael Schrom Spencer Trenery             | Porsche 911 Carrera RSR    | G     | 83            |
| 34     | GT        | 67 | The Racer's Group                      | Michael Schrom Spencer Trenery             | Porsche 3.8 L Flat-6       | G     | 83            |
| 35     | GT        | 88 | Vanderhoof Racing                      | Joe Varde Tim Ralston                      | Porsche 911 Carrera RSR    | ?     | 82            |
| 35     | GT        | 88 | Vanderhoof Racing                      | Joe Varde Tim Ralston                      | Porsche 3.8 L Flat-6       | ?     | 82            |
| 36 DNF | GT        | 6  | Prototype Technology Group             | Peter Cunningham Mark Simo                 | BMW M3                     | Y     | 79            |
| 36 DNF | GT        | 6  | Prototype Technology Group             | Peter Cunningham Mark Simo                 | BMW 3.2 L I6               | Y     | 79            |
| 37     | GT        | 17 | Contemporary Motorsports               | Mike Conte Bruno Lambert                   | Porsche 911 Carrera RSR    | ?     | 78            |
| 37     | GT        | 17 | Contemporary Motorsports               | Mike Conte Bruno Lambert                   | Porsche 3.8 L Flat-6       | ?     | 78            |
| 38 DNF | LMP       | 12 | Doyle-Risi Racing                      | Alex Caffi Wayne Taylor                    | Ferrari 333 SP             | P     | 73            |
| 38 DNF | LMP       | 12 | Doyle-Risi Racing                      | Alex Caffi Wayne Taylor                    | Ferrari F310E 4.0 L V12    | P     | 73            |
| 39     | LMP       | 63 | Downing Atlanta                        | Jim Downing Chris Ronson                   | Kudzu DLY                  | G     | 63            |
| 39     | LMP       | 63 | Downing Atlanta                        | Jim Downing Chris Ronson                   | Mazda R26B 2.6 L 4-Rotor   | G     | 63            |
| 40 DNF | LMP       | 28 | Intersport Racing                      | Jon Field Niclas Jönsson                   | Lola B98/10                | G     | 38            |
| 40 DNF | LMP       | 28 | Intersport Racing                      | Jon Field Niclas Jönsson                   | Ford (Roush) 6.0 L V8      | G     | 38            |
| 41 DNF | GT        | 76 | Team ARE                               | Harry Rady Simon Sobrero                   | Porsche 911 Carrera RSR    | Y     | 36            |
| 41 DNF | GT        | 76 | Team ARE                               | Harry Rady Simon Sobrero                   | Porsche 3.8 L Flat-6       | Y     | 36            |
| 42 DNF | GT        | 7  | Prototype Technology Group             | Brian Cunningham Christian Menzel          | BMW M3                     | Y     | 2             |
| 42 DNF | GT        | 7  | Prototype Technology Group             | Brian Cunningham Christian Menzel          | BMW 3.2 L I6               | Y     | 2             |
| DNQ    | LMP       | 97 | Team Cascadia                          | Ed Zabinski Shane Lewis                    | Lola B98/10                | P     | -             |
| DNQ    | LMP       | 97 | Team Cascadia                          | Ed Zabinski Shane Lewis                    | Chevrolet 6.0 L V8         | P     | -             |
| DNQ    | LMP       | 29 | Intersport Racing                      | Sam Brown Steve Romak John Mirro           | Riley & Scott Mk III       | G     | -             |
| DNQ    | LMP       | 29 | Intersport Racing                      | Sam Brown Steve Romak John Mirro           | Ford (Roush) 6.0 L V8      | G     | -             |
| DNQ    | LMP       | 60 | Kopf Precision Products                | Kris Wilson Tim Moser                      | Keiler KII                 | ?     | -             |
| DNQ    | LMP       | 60 | Kopf Precision Products                | Kris Wilson Tim Moser                      | Ford 5.0 L V8              | ?     | -             |